# Anasterias suteri
Anasterias suteri är en sjöstjärneart som först beskrevs av deLoriol 1894.  Anasterias suteri ingår i släktet Anasterias, och familjen trollsjöstjärnor. Inga underarter finns listade i Catalogue of Life.